# 金属結合
金属結合（きんぞくけつごう、英: metallic bond）とは、金属で見られる化学結合である。金属原子はいくつかの電子を出して陽イオン（金属結晶の格子点に存在する正電荷を持つ金属の原子核）と、自由電子（結晶全体に広がる負電荷をもったもの）となる。規則正しく配列した陽イオンの間を自由電子が自由に動き回り、これらの間に働くクーロン力（静電気力、静電引力）で結び付けられている。一部では共有結合の一種とみなす主張があるが、原子集団である結晶場で結合電子を共有していて、典型的な共有結合は2原子間でしか共有されていないので、計算手法等が著しく異なり混乱を招くので主流ではない。π結合は分子、あるいはグラフェン内の多くの原子で結合軌道が形成されるので一種の金属結合的性質を持ち、それがグラファイト系物質の導電性の源泉となっている。
金属の場合、最外殻電子など電子の一部は特定の原子核の近傍に留まらず結晶全体に非局在化しており、この様な状態の電子を擬似的な自由電子と呼ぶ。金属の電気伝導性や熱伝導度が高いことは自由電子の存在に起因していると考えられ、それゆえ、自由電子は伝導電子とも呼ばれる。自由電子の分子軌道はほぼ同一のエネルギー準位のエネルギーバンドを形成し、電子ガスとも呼ばれるような自由電子の状態を形成する。電子は光子と相互作用するので、金属の持つ特性である反射率、金属光沢は自由電子のエネルギーバンドの状況を反映していると考えられている。
自由電子の量子力学的説明は自由電子やバンド理論を参照されたい。
一方、金属の原子核は周囲に一様に広がる自由電子ガスと相互作用しているため、原子位置のずれに対するエネルギー障壁は低く、それゆえ、金属は展性や延性が高いと考えられている。それは、電子軌道として局在性(結合異方性)の高いp、d電子ではなくs電子主体の結合だからともいえ、それが等極結合的でありながら最密充填性の高い結晶構造（面心立方、六方最密）を得る源泉ともなっている。
金属結合における結合エネルギーは核外電子に参加する自由電子の範囲で異なり、数十～数百kJ/molの値をとる。例えばアルカリ金属の場合、閉殻電子は自由電子に関与せず、もっぱら価電子（最外殻電子）が金属結合に関与している。そのため結合エネルギーも弱く、80～160 kJ/mol程度である。一方、タングステンなどは結合エネルギーは850 kJ/molにも達するが、これは内殻電子も結合に関与するためであると考えられている。
2種類以上の金属を融解させ混合し、冷却すれば合金ができる。